# Invocație retorică
Invocația retorică este un procedeu literar prin care autorul se adresează unui personaj absent sau imaginar (zeitate, muză, persoană apropiată sufletește ori spiritual), de la care nu se așteaptă, de fapt, nicio intervenție. În literatura clasică, presupune ruga adresată de poet muzei sau divinității.
Exemple:
- „Cântă, zeiță, mânia ce-l cuprinse pe Ahil Peleianul...” (primul vers din Iliada lui Homer)
- „Cum nu vii tu, Țepeș, doamne, ca punând mîna pe ei
 Să-i împarți în două cete: în smintiți și în mișei...” (Mihai Eminescu, „Scrisoarea a III-a”)